# 장후이 (가수)
장후이(중국어: 江蕙, 백화자: Kang Hūi, 병음: Jiāng Hùi, 한자음: 강혜, 영어: Jody Chiang, 1961년 9월 1일~ )는 중화민국의 가수, 배우, 텔레비전 진행자이다.